# Leiotulus
Leiotulus är ett släkte i familjen flockblommiga växter. Det beskrevs av Christian Gottfried Ehrenberg 1829.

## Arter
Släktet omfattar tio arter i Nordafrika, på Balkan och i Mellanöstern:
- Leiotulus alexandrinus Ehrenb.
- Leiotulus aureus (Sm.) Pimenov & Ostr.
- Leiotulus dasyanthus (K.Koch) Pimenov & Ostr.
- Leiotulus involucratus (Boiss. & Spruner) Pimenov & Ostr.
- Leiotulus isfahanicus (Alava) Pimenov & Ostr.
- Leiotulus kotschyi (Boiss.) Pimenov & Ostr.
- Leiotulus nydeggeri Yıld. & Dinç
- Leiotulus pastinacifolius (Boiss. & Balansa) Pimenov & Ostr.
- Leiotulus porphyrodiscus (Stapf & Wettst.) Pimenov & Ostr.
- Leiotulus secacul (Mill.) Pimenov & Ostr.